# Női 4 × 100 méteres vegyes váltó az 1974-es úszó-Európa-bajnokságon
Az  1974-es úszó-Európa-bajnokságon a női 4 × 100 méteres vegyes váltó  versenyeit augusztus 24-én rendezték. A versenyszámban 10 csapat indult. A győztes az NDK váltója lett világcsúccsal. A döntőben Ulrike Richter világcsúcsot úszott 100 méter háton. A magyar csapat országos csúccsal az ötödik helyen végzett.

## Rekordok
|            | Név                                                         | Nemzet | Idő     | Helyszín | Dátum               |
| ---------- | ----------------------------------------------------------- | ------ | ------- | -------- | ------------------- |
| Világcsúcs | Rosemarie Kother Kornelia Ender Ulrike Richter Renate Vogel | NDK    | 4:16,84 | Belgrád  | 1973. szeptember 4. |

A versenyen új rekord született:
| Európa-bajnoki csúcs | selejtező | Andrea Eife Karla Linke Anne-Katrin Leucht Angela Franke    | NDK | 4:26,06 | Bécs, Ausztria | augusztus 24. |
| világcsúcs           | döntő     | Ulrike Richter Renate Vogel Rosemarie Kother Kornelia Ender | NDK | 4:13,78 | Bécs, Ausztria | augusztus 24. |

## Eredmények
A rövidítések jelentése a következő:
| - Q: továbbjutás időeredmény alapján - ECR: Európa-bajnoki rekord | - WR: világ rekord - ER: Európa-rekord | - NR: országos rekord |

### Selejtezők
| Helyezés | Futam | Név                                                                                              | Nemzet             | Idő     | Megj.  |
| -------- | ----- | ------------------------------------------------------------------------------------------------ | ------------------ | ------- | ------ |
| 1.       | 2     | Andrea Eife Karla Linke Anne-Katrin Leucht Angela Franke                                         | NDK                | 4:26,06 | Q, ECR |
| 2.       | 2     | Corriane Heymanns Wijda Mazereeuw Yolanda Aggenbach Enith Brigitha                               | Hollandia          | 4:30,16 | Q      |
| 3.       | 1     | Nagyezsda Sztavko Natalja Popova Juroszenya Ljubov Szemkina                                      | Szovjetunió        | 4:30,55 | Q      |
| 4.       | 1     | Gunilla Lundberg Britt-Marie Smedh Gunilla Andersson Ida Hansson                                 | Svédország         | 4:30,92 | Q      |
| 5.       | 1     | Silke Pielen Dagmar Rehak Gudrun Beckmann Barbara Schwarzfeldt                                   | NSZK               | 4:31,18 | Q      |
| 6.       | 1     | Margaret Kelly Sandra Dickie Joanne Atkinson Susan Edmondson                                     | Egyesült Királyság | 4:33,92 | Q      |
| 7.       | 2     | Czövek Zsuzsa (1:08,73) Bánhegyi Mária (1:16,79) Kaczander Ágnes (1:07,62) Pelle Judit (1:01,08) | Magyarország       | 4:34,22 | Q, NR  |
| 8.       | 2     | Sylvie Charrier Muriel Schmitt Anne Pistre Guylaine Berger                                       | Franciaország      | 4:35,81 | Q      |
| 9.       | 2     | Françoise Chauvin Béatrice Mottoulle Martina Verbreyt Chantal Grimard                            | Belgium            | 4:38,12 |        |
| 10.      | 1     | Cristina Stuttgard Elisabetta Dessy Donatella Talpo Laura Bortolotti                             | Olaszország        | 4:39,56 |        |

### Döntő
| Helyezés | Név | Nemzet             | Idő     | Megj. |
| -------- | --- | ------------------ | ------- | ----- |
|          | Ulrike Richter (1:03,08 WR) Renate Vogel (1:12,04) Rosemarie Kother (1:01,99) Kornelia Ender (56,67)      | NDK                | 4:13,78 | WR    |
|          | Angela Grieser (1:07,64) Christel Justen (1:12,83) Beate Jasch (1:04,65) Jutta Weber (58,38)              | NSZK               | 4:23,50 |       |
|          | Gunilla Lundberg (1:08,15) Jeanette Petterssen (1:14,55) Gunilla Andersson (1:03,43) Diana Olsson (57,77) | Svédország         | 4:23,90 |       |
| 4.       | Paula Van Eyk (1:07,47) Wijda Mazereeuw (1:16,52) Yolanda Aggenbach (1:06,18) Enith Brigitha (57,28)      | Hollandia          | 4:27,45 |       |
| 5.       | Czövek Zsuzsa (1:08,26) Bánhegyi Mária (1:15,99) Kaczander Ágnes (1:06,27) Pelle Judit (59,56)            | Magyarország       | 4:30,08 | NR    |
| 6.       | Nagyezsda Sztavko (1:07,53) Ljuba Ruszanova (1:15,05) Natalja Popova (1:05,96) Ljubov Szemkina (1:01,85)  | Szovjetunió        | 4:30,39 |       |
| 7.       | Margaret Kelly (1:08,55) Sandra Dickie (1:16,06) Joanne Atkinson (1:05,77) Susan Edmondson (1:01,03)      | Egyesült Királyság | 4:31,41 |       |
| 8.       | Sylvie Le Noach (1:07,28) Muriel Schmitt (1:17,94) Anne Pistre (1:08,86) Guylaine Berger (59,19)          | Franciaország      | 4:33,27 |       |